# Таммс, Фридрих
Фридрих Таммс (4 ноября 1904, Шверин — 4 июля 1980, Дюссельдорф) — немецкий архитектор. Профессор Технического университета в Берлине. Автор башен ПВО люфтваффе.

## Биография

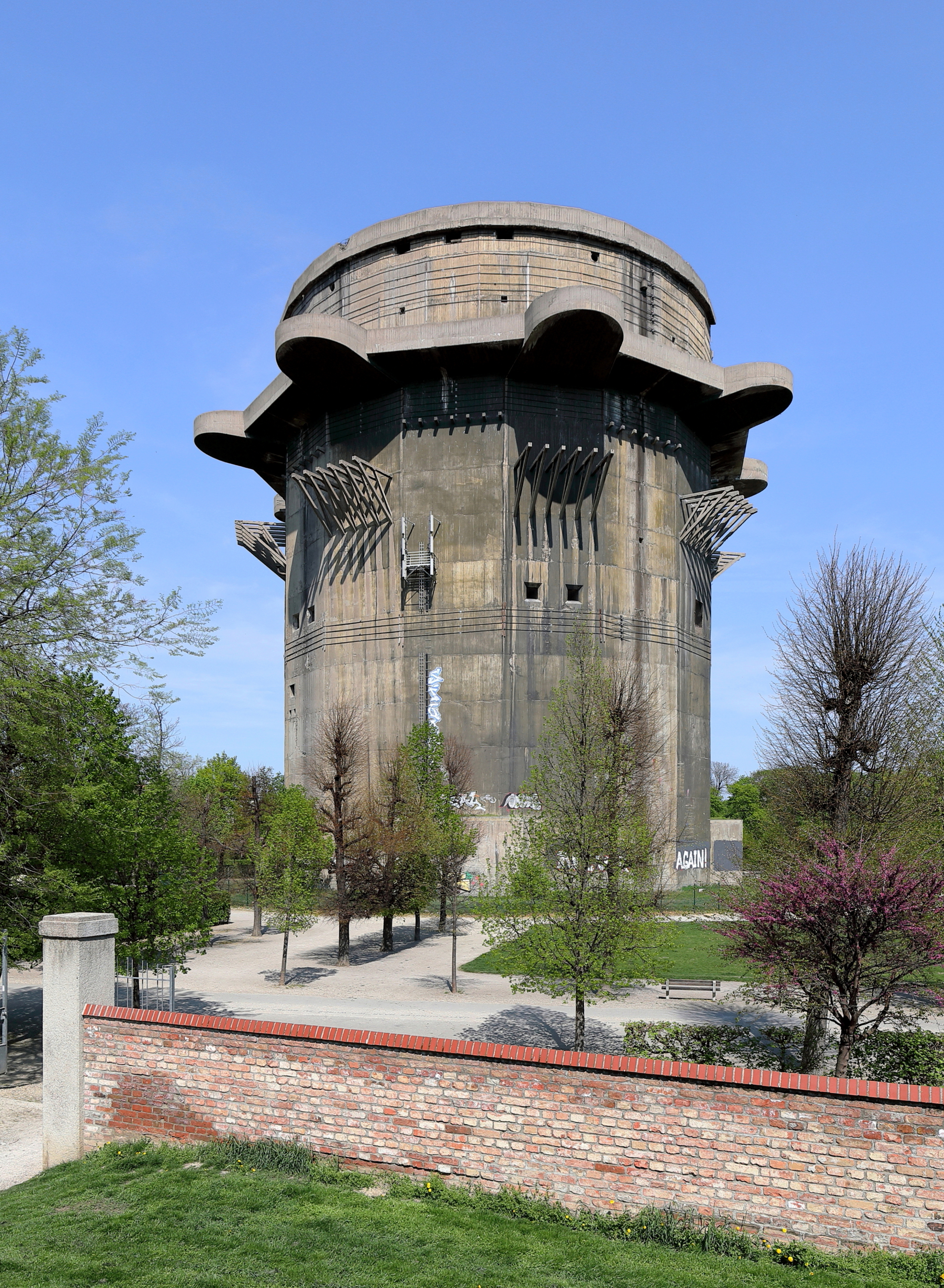
Флак башня в Аугартене (Вена)

Фридрих Таммс родился 4 ноября 1904 года в городе Шверин. В 1929 году окончил Высшее техническое училище в Берлине. Учился и дружил с Альбертом Шпеером.
В 1937 году по его проекту возвели «Виадук Верра». С 1938 года и в течение всей войны работал у Альберта Шпеера. С 1942 года стал профессором Высшего технического училища в Берлине. По его проектам создали башни ПВО люфтваффе.
После войны продолжил работать архитектором.
В 1973 году создал проект футбольного стадиона для чемпионата мира по футболу 1974 года.

## Реализованные проекты
- Мост Нибелунгов в Линце[3]
- Стадиона для чемпионата мира по футболу 1974 года[3]
- Зенитные башни люфтваффе